# イルビゾンテ
イルビゾンテ（英: IL BISONTE）は、イタリアの皮革製品ブランドである。バッファローのマークは創業者であるワニー・ディ・フィリッポがデザインしたものである。

## 概要
1945年にベネチアの近くで生まれたワニーは、妻ナディアの親戚のバッグ工場で技術を学び、バッグにユニークなデザインをし、バッファローのマークをつけた。
ワニーは自分の作品の印としてバッファローのマークを使用している。
1970年 フィレンツェの高級商店街のパリオーネ通りに革製品の店を出し、注文に応じて地下室でバッグやベルトを製作、販売した。
1990年 その店が拡大し、現在では本拠地フィレンツェをはじめローマ、ニューヨーク、カナダ等の各国主要都市にショップを持つようになった。日本でも展開しており、百貨店に店を出している。
2008年秋頃にメンズコレクションとしてIL BISONTE UOMO（イル ビゾンテ ウォモ）を立ち上げた。
2019年7月1日付で、ルックホールディングスがBisonte Italia Holding S.r.l.の全株式を取得し、Bisonte Italia Holding S.r.l.を完全子会社化した。